# Amphimallon ochraceum
Amphimallon ochraceum är en skalbaggsart som beskrevs av August Wilhelm Knoch 1801. Amphimallon ochraceum ingår i släktet Amphimallon och familjen Melolonthidae. Inga underarter finns listade i Catalogue of Life.